# Seznam hrvaških plavalcev
Seznam hrvaških plavalcev.

## A
- Gojko Arneri (1935–1983)

## B
- Petra Banović
- Đurđica Bjedov
- Ana Boban
- Nikola Bošković
- Nenad Buljan

## Č
- Krešimir Čač
- Igor Čerenšek
- Laura Čizmin

## Đ
- Marko Đuran

## D
- Tinka Dančević
- Mario Delač
- Duje Draganja
- Lana Dragojević

## F
- Lovrenco Franičević

## G
- Anita Galić
- Franko Grgić?

## H
- Zdravko Hebel

## I
- Saša Imprić

## J
- Vinka Jeričević
- Jurica Jerković
- Sanja Jovanović
- Mirna Jukić

## K
- Marijan Kanjer
- Ratko Karković (trener)
- Tomislav Karlo
- Tanja Kober (Tatjana Kropivšek) (skakalka v vodo in telovadka)
- Gordan Kožulj
- Trpimir Kutle

## L
- Dina Levačić (daljinska)
- Eša Ligorio
- Alen Lončar
- Anton Lončar
- Branka Loparić

## M
- Petar Krešimir Marasović
- Smiljana Marinović
- Miloš Milošević
- Ivan Mladina
- Marin Mogić

## O
- Nikola Obrovac

## P
- Jana Pavalić
- Toni Pavičić-Donkić
- Kim Daniela Pavlin
- Anamarija Petričević
- Ivan Pošta

## R
- Lovro Radonjić
- Veljko Rogošić (1941-2012) (daljinski)
- Vanja Rogulj

## S
- Luka Sever
- Lovre Sorić
- Ana Sršen
- Marko Strahija

## Š
- Mirjana Šegrt
- Vicko Šoljan (daljinski)
- Mihovil Španja
- Marijana Šurković

## T
- Mario Todorović
- Sandro Tomaš

## U
- Gabrijela Ujčić

## V
- Stefani Valković
- Boris Volčanšek

## Z
- Hilda Zeier

## Ž
- Miro Žeravica